# جلان غراهام
جلان غراهام (بالإنجليزية: Glen Graham)‏ هو منافس ألعاب قوى أمريكي، ولد في 17 يناير 1904 في لوس أنجلوس في الولايات المتحدة، وتوفي في 19 يوليو 1986 في نيفادا في الولايات المتحدة.

## وصلات خارجية
- جلان غراهام على موقع أوليمبيديا (الإنجليزية)